# Algirdas Brazauskas
Algirdas Mykolas Brazauskas, né le 22 septembre 1932 à Rokiškis (Lituanie) et mort le 26 juin 2010 à Vilnius (Lituanie), est un homme d'État lituanien.
Initialement membre du Parti communiste, dont il est premier secrétaire en Lituanie, il le transforme en Parti social-démocrate en 1991, et devient un an plus tard président de la République. Son mandat prend fin en 1998 mais il retrouve le pouvoir dès 2001, en tant que Premier ministre. Le retrait de deux partenaires de sa coalition gouvernementale le contraint à la démission en 2006.

## Biographie

### Carrière
Algirdas Brazauskas naît en 1932 à Rokiškis, en Lituanie indépendante, près de la frontière lettone et poursuit des études de génie civil, option hydrotechnique, à l’Institut polytechnique de Kaunas entre 1951 et 1956.

### Parcours politique en Lituanie soviétique
Il suit ensuite une carrière d’apparatchik classique au sein de la République socialiste soviétique de Lituanie et du Parti communiste lituanien. De 1965 à 1967 il est secrétaire d’État aux matériaux de construction de la RSS de Lituanie, puis vice-président du Comité de planification et enfin à partir de 1977 Brazauskas atteint le poste très politique de secrétaire du comité central du Parti communiste de Lituanie.
En 1988, Algirdas Brazauskas est élu premier secrétaire du Parti communiste lituanien, il est le personnage le plus influent de la RSS de Lituanie (après les membres du comité central de l’URSS situés à Moscou).
Au moment de l’effondrement de l’Union soviétique, Brazauskas soutient le mouvement indépendantiste et transforme le Parti communiste en Parti lituanien démocrate du travail (LDDP).

### Président de la Lituanie indépendante
À la suite des élections parlementaires du 25 octobre 1992, Brazauskas est élu président du Seimas (Parlement) et c'est à ce titre qu'il devient président de la République par intérim, le 25 novembre 1992, en attendant que le poste nouvellement créé par la Constitution trouve un titulaire élu. Le 14 février 1993, Algirdas Brazauskas est élu au suffrage universel avec 60,2 % des voix, face à Stasys Lozoraitis.
Il décide de ne pas se représenter au terme de son quinquennat, sans pour autant quitter la vie politique ; Valdas Adamkus lui succède le 25 février 1998 au palais de l'Évêque (Rūmų).

### Premier ministre
Le 3 juillet 2001, Algirdas Brazauskas est nommé au poste de Premier ministre par le président Valdas Adamkus. Le 10 octobre 2004 il perd les élections remportées par le Parti du travail (DP) de Viktor Uspaskich. Il est néanmoins reconduit comme Premier ministre à la tête d'une coalition comprenant son Parti social-démocrate, le Parti du travail, les Sociaux-libéraux et l'Union des paysans et de la Nouvelle démocratie. Mais la coalition perd la majorité en avril 2006 avec le départ des Sociaux-libéraux. Le retrait du Parti du travail quelques semaines plus tard provoque l'annonce de sa prochaine démission, le 31 mai 2006. Sa démission étant devenue effective, le 1er juin, le ministre des Finances, Zigmantas Balčytis, le remplace de façon provisoire jusqu'au 20 juin. C'est finalement le ministre de la Défense, Gediminas Kirkilas, qui lui succède le 4 juillet.

### Décès
Il serait décédé des suites d'un lymphome et d'un cancer de la prostate, le 26 juin 2010, à l'âge de 77 ans. Sigitas Tamkevičius, l'archevêque de Vilnius, refuse l'entrée de son cercueil dans la cathédrale pendant la messe de ses funérailles nationales. Il est inhumé au cimetière d'Antakalnis.

## Distinctions

### Décorations
- Grand-croix avec collier de l'ordre de Vytautas le Grand
- collier de l'ordre de la Croix de Terra Mariana
- Grand-croix de l'ordre royal norvégien du Mérite
- Chevalier grand-croix de l'ordre du Mérite de la République italienne
- Grand-croix de la Légion d'honneur
- ordre de l'Aigle blanc
- ordre de l'Étoile blanche d'Estonie de 1re classe

### Honneurs
Il a reçu plusieurs doctorats honoris causa :
- Université européenne des humanités (11 mai 2000,  Lituanie)[3]